# Folke Eriksson
Anders Folke Eriksson (Västerås, 27 april 1925 – Advance, 12 maart 2008) was een Zweeds waterpolospeler.
Folke Eriksson nam als waterpoloër eenmaal deel aan de Olympische Spelen; in 1948. In 1948 maakte hij deel uit van het zweedse team dat als vijfde eindigde. Hij speelde vier wedstrijden.
Eriksson speelde voor de club Västerås SS.
Folke Eriksson · 
Knut Gadd · 
Erik Holm · 
Olle Johansson · 
Åke Julin · 
Rolf Julin · 
Arne Jutner · 
Rune Öberg · 
Olle Ohlson · 
Roland Spångberg
- Bibsys: 90053689
- International Standard Name Identifier: 0000 0003 7437 0074
- LIBRIS: 300994
- Virtual International Authority File: 63990529